# جام ملت‌های زنان آسیا ۲۰۲۶
جام ملت‌های زنان آسیا ۲۰۲۶ بیست و یکمین دوره رقابت‌های فوتبال جام ملت‌های زنان آسیا است که توسط ای‌اف‌سی و به میزبانی کشور استرالیا برگزار خواهد شد.

## تیم‌های راه‌یافته
- ۱۲ تیم راه‌یافته به جام ملت‌های زنان آسیا ۲۰۲۶:
- استرالیا
- ایران
- چین
- کرهٔ جنوبی
- ژاپن
- هند
- تایوان
- ویتنام
- فیلیپین
- کرهٔ شمالی
- ازبکستان
- بنگلادش